# 푸르카 베이스 터널
푸르카 베이스 터널(Furka Base Tunnel)은 스위스 철도 베이스 터널로 마터호른 고트하르트 철도의 푸르카-오버알프선에 있는 발레주와 우리주를 연결하는 동서 철도이다. 서쪽 포털은 해발 1,390m의 오버발트(VS) 동쪽에 있으며, 동쪽 포털은 레알프(UR) 남쪽의 1,550m에 있다.
건설 이전에 모든 교통은 폭설로 인한 위협으로 인해 계절적으로만 사용할 수 있었던 1.8km 길이의 푸르카 정상 터널을 통해 역사적인 높은 수준의 경로를 사용해야 했다. 1971년 착공해 완공까지 10년이 걸렸다. 락 앵커와 숏크리트 코팅으로 구성된 혁신적인 영구 지지 시스템이 사용되었으며, 여기에는 폴리우레탄 기반 그라우팅이 처음 사용되었다. 철도 터널 내. 터널은 상대적으로 좁은 단면을 가지고 있는데, 이는 건설 노력을 다소 늦추는 데 기인하다. 상호 연결된 베드레토 터널은 푸르카 베이스 터널 건설 중에 굴착 전리품을 제거하고 보급품을 안쪽으로 이동하는 데 사용되었다. 이후 환기를 위해 재사용되었다.
푸르카 베이스 터널은 길이가 15,407m이며, 해발 2,160m의 정점까지 올라간 이전 트랙을 대체하여 푸르카-오버알프선의 서비스를 통해 연중무휴 서비스가 가능하다. 기본 터널의 중간에는 티치노주(해발 1,480m)의 베드레토까지 가는 5,221m 길이의 접근 터널이 있다.  프로젝트의 일부 지지자들은 결국 세 위치를 모두 연결하는 Y자형 터널을 건설하기를 희망했다. 푸르카 베이스 터널은 오버발트 주변의 우회 터널로 완성된다.

## 역사

### 배경
푸르카 베이스 터널이 개통되기 전에 푸르카-오버알프선의 모든 철도 교통은 1.8km 길이의 푸르카 정상 터널을 사용하는 역사적인 고지대 경로를 통해 발레주와 우리주 사이의 험난한 지형을 횡단했다. 이 구간은 특히 운영이 어려웠으며 폭설과 관련된 위험 때문에 겨울철에는 폐쇄가 필요했다. 폐쇄 및 재개장의 이러한 계절적 주기로 인해 매번 토목 엔지니어링 작업이 필요했으며, 철도 가공 전선의 많은 부분도 해체 및 복원되어야 했다.
푸르카 정상 터널을 베이스 터널로 교체하는 것은 오랫동안 매력적인 해결책으로 인식되어 왔다. 그러나 이러한 터널 건설에 대한 전망은 설계와 건설 모든 면에서 여러 요인으로 인해 복잡했다. 1971년에 연방 의회에서 예비 작업에 대한 초기 승인을 받았다. 1976년에 스위스 연방 의회는 로저 본빈(Roger Bonvin)이 후원한 베이스 터널 건설에 대한 포괄적인 법안을 통과시켰다. 그것의 건설 총 비용은 처음에 7600만 프랑으로 추산되었다. 그러나 이러한 추정치는 프로젝트가 진행됨에 따라 극도로 부적합한 것으로 판명되어 기본 터널이 완성되기 전에 3억 프랑이 넘는 금액에 도달했다. 프로젝트가 끝날 무렵 본빈의 건강이 나빠지는데 기여한 것으로 알려진 이러한 비용 초과를 둘러싼 상당한 정치적 긴장이 있었다. 본빈은 1982년 개통 직전에 사망했다. 오버발트의 베이스 터널 입구에는 로저 본빈을 기념하는 명판이 설치되어 있다.

### 건설
1971년 동안 푸르카 베이스 터널의 부속 터널 역할을 하는 베드레토 터널의 천공 작업이 시작되었다. 굴착과 발파를 포함한 전통적인 기술로 굴착된 그것은 나암을 관통하는 비교적 좁은 터널이었다. 푸르카 베이스 터널 건설 중에 굴착물을 제거하고 건설 현장으로 보급품을 운반하는 데 사용되었다. 베드레토 터널은 푸르카 터널이 완공된 후 한동안 방치되었으며, 부분적으로는 세 번의 개별 붕괴로 인해 비상 접근이나 유지 보수 목적으로 사용되지 않았다. 2010년대에 푸르카 터널 내에서 큰 화재가 발생할 경우 신선한 공기를 공급하기 위해 푸르카 터널을 위한 새로운 환기 시스템을 수용하기 위해 복원되었다.
푸르카 베이스 터널에 사용된 건설 기술은 그 시대에 비해 상대적으로 혁신적이었다. 그러한 기술 중 하나는 터널 포털 주변의 암석을 불침투성으로 만들기 위해 최근에 개발된 폴리우레탄 기반 그라우팅의 적용과 관련되었다. 철도 터널 내에서 이러한 재료를 사용한 것은 이번이 처음이라고 하다.  터널의 영구 지지대는 암석 앵커(록볼트, Rock bolt)와 길이의 대부분을 따라 있는 샷크리트(분사 모르타르) 라이닝(안감 마무리)으로만 구성되었다. 특히 암반 압력이 높은 지역은 타원형 또는 원형 프로파일의 굴착과 강철 보강재(ribs)의 적용을 통해 해결되었다. 엔지니어들은 건설 경험과 함께 일련의 지질학적 연구를 통해, 지지 수단을 사용하여 체계적인 변형을 예측하고 모니터링하도록 안내했다.
구멍을 따라 여러 복잡한 지질학적 특징이 있음에도 불구하고 작업은 일반적으로 일정한 속도로 진행되었다. 일반적으로 매월 400m의 터널이 늘어서 있으며, 이 비율은 동시에 작동되는 5개의 개별 샷크리트 기계를 통해 지원된다. 건설이 끝날 때까지 약 70,000㎥의 건조 골재와 시멘트 혼합물이 사용되었으며, 115,000개의 록볼트가 적용되었다.
완성된 푸르카 베이스 터널은 전체 길이에 걸쳐 26㎡에서 42㎡ 사이의 다양한 단면을 가진 단일 트랙을 수용한다. 비좁은 단면은 대형 건설장비의 이동을 방해해 터널 공사가 10년이 소요되는 이유 중 하나로 꼽힌다.

## 서비스 재개
1982년에 푸르카 베이스 터널이 개통되었다. 운영 초기에 터널은 75,000대 이상의 승용차, 트럭과 버스를 운송하는 데 사용되었다. 2009년 기준으로, 베이스 터널은 체르마트와 스키리조트 타운인 생모리츠 사이에서 시간당 지역 열차와 10개의 매일 빙하특급 열차를 운행한다. 겨울 스키 시즌 동안 터널의 교통량이 지속적으로 최대 용량에 도달했다.
새로운 푸르카 베이스 터널을 통한 모든 정기 운행편의 전환으로 인해 이전의 높은 고도의 경로는 처음에 폐쇄되었다. 이 노선은 역사적인 푸르카 고개와 정상터널을 포함해 정기적으로 관광 열차를 운행하는 푸르카 헤리티지 철도에 의해 재개되었다.
2018년 8월 동안 푸르카 베이스 터널 인프라의 포괄적인 현대화가 시작되었다. 1억 9천만 스위스 프랑이 드는 이 프로그램은 주로 터널 구조의 보수, 선로와 노반의 전면 교체, 다양한 안전 조치의 통합을 중심으로 이루어진다. 터널은 일반적으로 야간에 대부분의 작업을 수행하기 때문에 운영 전반에 걸쳐 작동 상태를 유지한다. 화재와 같은 위협을 제어하기 위한 터널 환기에 특히 주의를 기울였다.
|  |  |  |  |